# Mühlbach (Altmühl, Mühlbach)
Der Mühlbach ist ein linker Zufluss der Altmühl in der Fränkischen Alb bei Dietfurt in der Oberpfalz.

## Verlauf

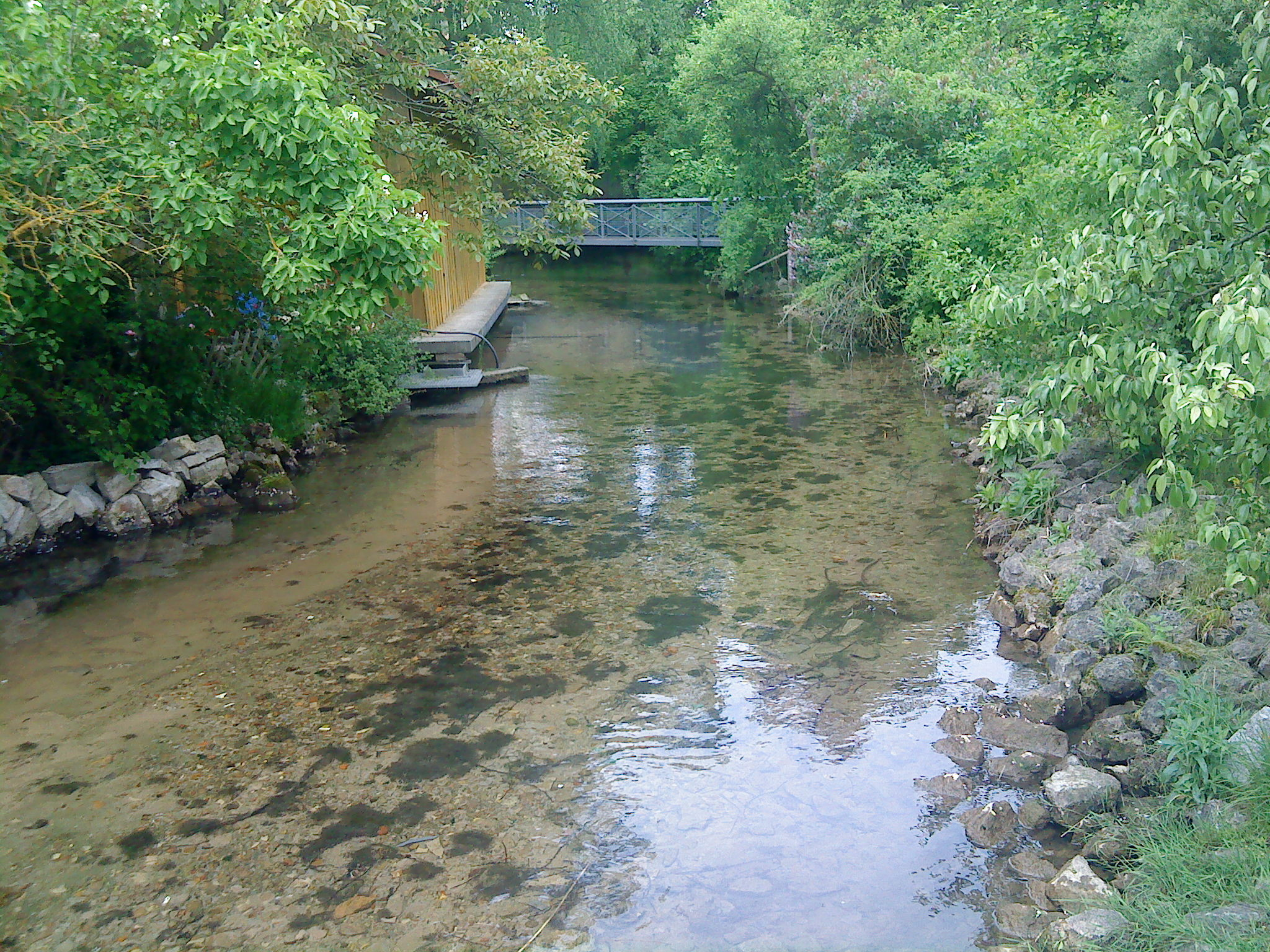
Der Mühlbach in Mühlbach (Flussaufwärts)

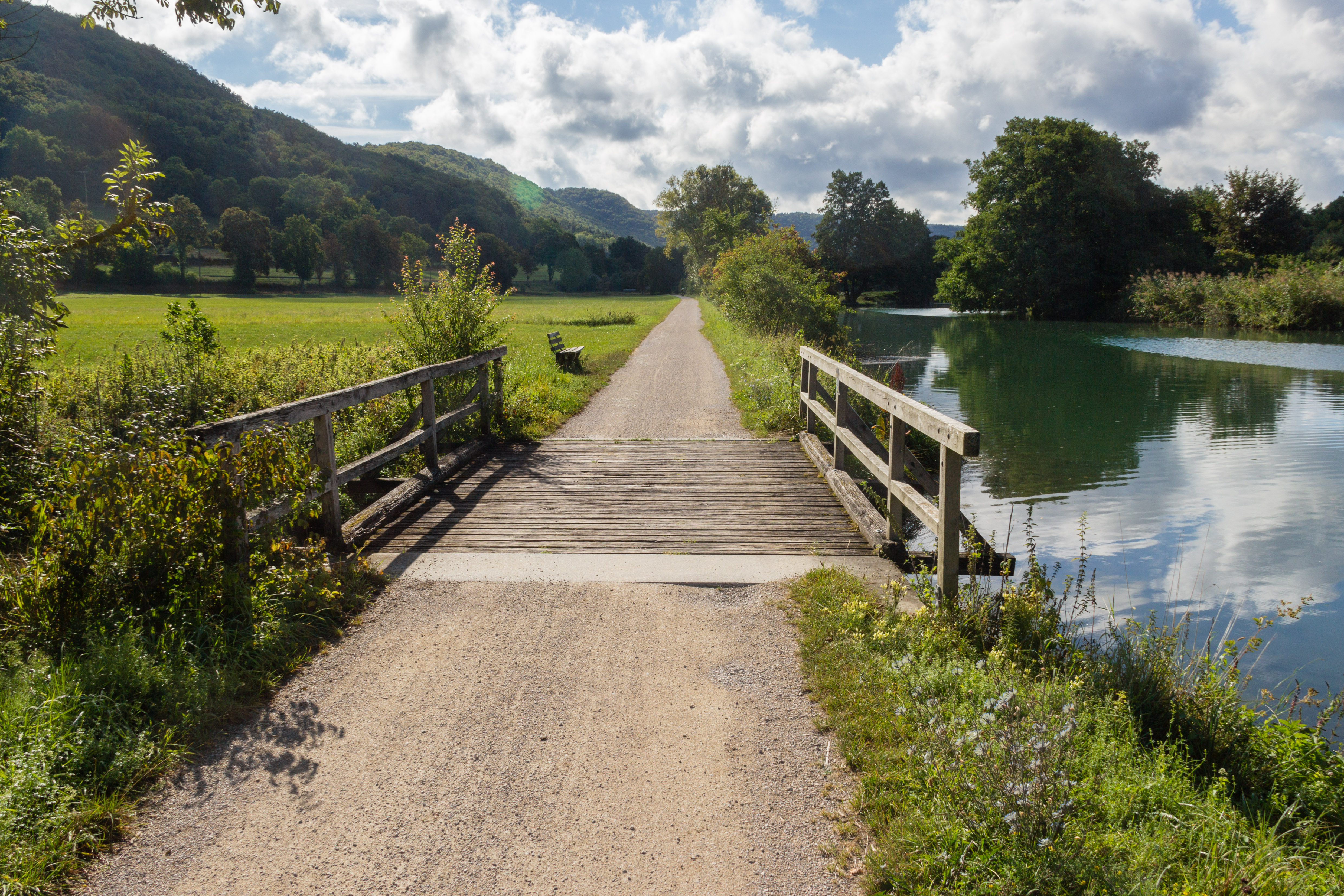
Mündung des Mühlbaches in den Ludwig-Donau-Main-Kanal

Der Mühlbach entspringt der Mühlbachquellhöhle, einem wasseraktiven und großräumigen Höhlensystem, das in der Großen Mühlbachquelle im Stadtteil Mühlbach zutage tritt. Er fließt in südliche Richtung und mündet nach etwa 1,3 km in den ehemaligen Ludwig-Donau-Main-Kanal, der dort in die Altmühl übergeht.